# Feel Me Bleed
Feel Me Bleed är det svenska hardcorebandet Doughnuts andra och sista studioalbum, utgivet 1996 på Victory Records.

## Låtlista[1]
All musik är skriven av Doughnuts och all text av Åsa Forsberg
1. "Feel Me Bleed"
2. "Transparent Spirits"
3. "Hands Too Small"
4. "The Demon and the Desert"
5. "Fakir Smile"
6. "Silence"
7. "Bloodstained"
8. "Words Unknown"
9. "In This Nothingness"
10. "Animal"

## Personal
- Eskil Telle - mastering
- Jenny Johansson - bas
- Lina Lundberg - trummor
- Pär Hansson - producent, mixning
- Sara Almgren - gitarr
- Sara Sjögren - gitarr
- Åsa Forsberg - layout, sång